# Croton abaitensis
Espèce
Classification APG III (2009)
Croton abaitensis est une espèce de plantes à fleurs du genre Croton et de la famille des Euphorbiaceae, originaire  du Brésil (Minas Gerais).
Il a pour synonyme :
- Oxydectes abaitensis (Baill.) Kuntze